# Okręg wyborczy nr 24 do Senatu Rzeczypospolitej Polskiej
Okręg wyborczy nr 24 do Senatu Rzeczypospolitej Polskiej obejmuje obszar powiatów brzezińskiego i łódzkiego wschodniego oraz części miasta na prawach powiatu Łodzi (województwo łódzkie) – osiedla: Andrzejów, Chojny, Chojny-Dąbrowa, Dolina Łódki, Górniak, Mileszki, Nowosolna, Nr 33, Olechów-Janów, Piastów-Kurak, Rokicie, Ruda, Stary Widzew, Stoki, Widzew-Wschód, Wiskitno, Wzniesień Łódzkich, Zarzew. Wybierany jest w nim 1 senator na zasadzie większości względnej.
Utworzony został w 2011 na podstawie Kodeksu wyborczego. Po raz pierwszy zorganizowano w nim wybory 9 października 2011. Wcześniej obszar okręgu nr 24 należał do okręgu nr 9.
Siedzibą okręgowej komisji wyborczej jest Łódź.

## Reprezentanci okręgu
| Rok  | Rok                                      | Senator               | Komitet wyborczy              |
| ---- | ---------------------------------------- | --------------------- | ----------------------------- |
|      | 2011                                     | Ryszard Bonisławski   | Platforma Obywatelska RP      |
| 2015 |                                          | Ryszard Bonisławski   | Platforma Obywatelska RP      |
|      | 2019                                     | Krzysztof Kwiatkowski | KWW Krzysztofa Kwiatkowskiego |
| 2023 | KWW Krzysztof Kwiatkowski - Pakt Senacki | Krzysztof Kwiatkowski |                               |

## Wyniki wyborów
Symbolem „●” oznaczono senatora ubiegającego się o reelekcję.

### Wybory parlamentarne 2011
| Kandydat                                                                                      | Kandydat            | Komitet wyborczy             | Głosów | Głosów | Głosów |
| Kandydat                                                                                      | Kandydat            | Komitet wyborczy             | Liczba | %      | +/–    |
| --------------------------------------------------------------------------------------------- | ------------------- | ---------------------------- | ------ | ------ | ------ |
|                                                                                               | Ryszard Bonisławski | Platforma Obywatelska RP     | 78 707 | 45,54  | –      |
|                                                                                               | Piotr Adamczyk      | Prawo i Sprawiedliwość       | 49 422 | 28,60  | –      |
|                                                                                               | Krzysztof Makowski  | Sojusz Lewicy Demokratycznej | 33 293 | 19,26  | –      |
|                                                                                               | Konrad Kobus        | Polskie Stronnictwo Ludowe   | 11 411 | 6,60   | –      |
| Frekwencja: 54,24% Liczba głosów ważnych: 172 833 (96,79%) Źródło: Państwowa Komisja Wyborcza |                     |                              |        |        |        |

### Wybory parlamentarne 2015
| Kandydat                                                                                      | Kandydat              | Komitet wyborczy           | Głosów | Głosów | Głosów |
| Kandydat                                                                                      | Kandydat              | Komitet wyborczy           | Liczba | %      | +/–    |
| --------------------------------------------------------------------------------------------- | --------------------- | -------------------------- | ------ | ------ | ------ |
|                                                                                               | Ryszard Bonisławski ● | Platforma Obywatelska RP   | 85 639 | 50,36  | +4,82  |
|                                                                                               | Jerzy Kropiwnicki     | Prawo i Sprawiedliwość     | 55 156 | 32,44  | +3,84  |
|                                                                                               | Krzysztof Kwiecień    | Polskie Stronnictwo Ludowe | 16 913 | 9,95   | +3,35  |
|                                                                                               | Piotr Misztal         | Samoobrona                 | 12 333 | 7,25   | –      |
| Frekwencja: 55,96% Liczba głosów ważnych: 170 041 (94,48%) Źródło: Państwowa Komisja Wyborcza |                       |                            |        |        |        |

### Wybory parlamentarne 2019
| Kandydat                                                                                      | Kandydat                      | Komitet wyborczy              | Głosów | Głosów | Głosów |
| Kandydat                                                                                      | Kandydat                      | Komitet wyborczy              | Liczba | %      | +/–    |
| --------------------------------------------------------------------------------------------- | ----------------------------- | ----------------------------- | ------ | ------ | ------ |
|                                                                                               | Krzysztof Kwiatkowski         | KWW Krzysztofa Kwiatkowskiego | 79 348 | 38,09  | –      |
|                                                                                               | Marek Markiewicz              | Prawo i Sprawiedliwość        | 73 900 | 35,48  | +3,04  |
|                                                                                               | Małgorzata Niewiadomska-Cudak | Sojusz Lewicy Demokratycznej  | 55 046 | 26,43  | –      |
| Frekwencja: 68,11% Liczba głosów ważnych: 208 294 (98,31%) Źródło: Państwowa Komisja Wyborcza |                               |                               |        |        |        |

### Wybory parlamentarne 2023
| Kandydat                                                                                      | Kandydat                | Komitet wyborczy                         | Głosów  | Głosów | Głosów |
| Kandydat                                                                                      | Kandydat                | Komitet wyborczy                         | Liczba  | %      | +/–    |
| --------------------------------------------------------------------------------------------- | ----------------------- | ---------------------------------------- | ------- | ------ | ------ |
|                                                                                               | Krzysztof Kwiatkowski ● | KWW Krzysztof Kwiatkowski - Pakt Senacki | 139 689 | 59,90  | –      |
|                                                                                               | Piotr Adamczyk          | Prawo i Sprawiedliwość                   | 68 741  | 29,48  | –6,00  |
|                                                                                               | Bogusław Ciupka         | Konfederacja Wolność i Niepodległość     | 24 780  | 10,63  | –      |
| Frekwencja: 79,22% Liczba głosów ważnych: 233 210 (98,28%) Źródło: Państwowa Komisja Wyborcza |                         |                                          |         |        |        |